# 埃利科特
埃利科特（英語：Ellicott）是位于美国纽约州肖托夸县的一个镇，地处肖托夸县中部、紧邻詹姆斯敦，并西靠肖托夸湖。2010年美国人口普查时，该镇有8714人。埃利科特镇建于1812年，其名称来源于荷兰土地公司的经纪人约瑟夫·埃利科特。